# 山东轻工职业学院
山东轻工职业学院是位于中华人民共和国山东省淄博市的一所全日制公办普通高等院校。

## 历史
1960年创建,命名为山东省丝绸工业学校。
1962年因调整停办。
1980年恢复建校，原隶属于山东省纺织厅、山东省丝绸总公司。
2001年划归淄博市。
2006年3月，经山东省人民政府批准，在山东省丝绸工业学校的基础上正式建立山东丝绸纺织职业学院。
2014年3月，学院更名为山东轻工职业学院。

## 院系设置
| 系             | 专业                                                                                 |
| -------------- | ------------------------------------------------------------------------------------ |
| 轻化工程系     | 染整技术、应用化工技术、纺织品检验与贸易、工业分析技术（食品营养与检测方向）         |
| 商务贸易系     | 电子商务、国际商务、物流管理、市场营销                                               |
| 纺织服装工程系 | 服装设计与工艺、服装与服饰设计、鞋类设计与工艺、纺织品设计、现代纺织技术             |
| 机电工程系     | 机电设备维修与管理、电气自动化技术、汽车营销与服务、机械设计与制造、城市热能应用技术 |
| 信息工程系     | 电子信息工程技术、计算机应用技术、通信技术、移动通信技术                             |
| 工商管理系     | 会计、空中乘务、统计与会计核算                                                       |
| 艺术设计系     | 艺术设计、纺织品装饰艺术设计、动漫设计与制作                                         |